# Гаденфельд
Гаденфельд (нім. Hadenfeld) — громада в Німеччині, розташована в землі Шлезвіг-Гольштейн. Входить до складу району Штайнбург. Складова частина об'єднання громад Шенефельд.
Площа — 2,35 км2. Населення становить 152 ос. (станом на 31 грудня 2020).